# كارلوس ألفارادو (لاعب كرة قدم)
كارلوس ألفارادو (بالإسبانية: Carlos Alvarado Osorto)‏ هو لاعب كرة قدم هندوراسي في مركز الهجوم، ولد في 12 مايو 1949 في Langue ‏ في هندوراس، وتوفي في 16 فبراير 2016 في تيغوسيغالبا في هندوراس. لعب مع نادي بيدا.